# Лускатий собачка гігантський
Лускатий собачка гігантський (Heterostichus rostratus) — морська риба родини Лускатих собачок (Clinidae), поширена вздовж західних берегів Північної Америки від Британської Колумбії до південної Баха-Каліфорнія.
Населяє скелясті біоценози з водоростями і морськими травами. Живиться дрібними ракоподібними, молюсками і дрібними рибами. Сягає максимальної довжини 61 см, живе до 4 років.